# Malaysia Airlines
Malaysia Airlines (en malayo: Penerbangan Malaysia) (código IATA: MH; código OACI: MAS) es la principal aerolínea de Malasia.
Inició operaciones el 1 de mayo de 1947 con el nombre de Malayan Airways Limited (MAL). Entre 1971 y 1987, la compañía cambió el nombre a Malaysia Airline System Berhad (MAS), antes de recibir el nombre actual.
Es una de las siete únicas aerolíneas que ha obtenido la calificación de cinco estrellas de Skytrax, junto con Hainan Airlines, Asiana Airlines, Qatar Airways, Singapore Airlines, All Nippon Airways y Cathay Pacific.
Ha tenido pérdidas económicas durante un lapso prolongado, por lo que en marzo de 2006 la compañía lanzó un drástico plan de reestructuración. Abandonó 99 de sus 118 rutas interiores, redujo la flota de aeronaves y junto con esto procedió a despedir a un tercio del personal. Negoció este plan con la aerolínea de bajo coste AirAsia, que restableció las líneas interiores.
También es conocido históricamente por la desaparición del Vuelo 370 de la misma aerolínea.

## Información general
Con su compañía subsidiaria Maswings, Malaysian Airlines opera vuelos a 85 destinos que operan en el mercado de pasajeros en el sur, este y sudeste de Asia, Medio Oriente y en rutas transcontinentales entre Europa y Australia. Hasta octubre de 2009, MAS operaba vuelos transatlánticos programados desde Kuala Lumpur a Newark con un aterrizaje intermedio en Estocolmo. La red de rutas de la aerolínea también incluye vuelos regulares de larga distancia entre Kuala Lumpur yLos Ángeles aterrizando en Taipéi. En 1997, el Boeing 777-200ER de la aerolínea realizó el vuelo sin escalas más largo en la historia de la aviación civil desde Seattle a Kuala Lumpur, cuya ruta pasó por los continentes europeo y africano. Este récord se rompió ocho años después con un vuelo de demostración Boeing 777-200LR de Londres a Hong Kong. 

Además de la actividad principal en el campo del transporte aéreo comercial, la empresa a través de sus sucursales se dedica al mantenimiento, la actualización y la revisión de aeronaves. Malaysia Airlines tiene cuatro aerolíneas subsidiarias, Firefly, MASwings, MASkargo y MASCharter, la primera de las cuales opera vuelos regulares de pasajeros a destinos regionales desde el aeropuerto internacional de Penang, y la segunda se especializa en vuelos de pasajeros y carga entre los aeropuertos de la isla de Kalimantan. La tercera subsidiaria, MASkargo, opera en el campo del transporte de carga aérea, mientras que MASCharter opera envuelos chárter en toda la región, utilizando aviones de la flota de la aerolínea matriz. Después de una amplia reestructuración financiera y operativa, Malaysia Airlines está adquiriendo con éxito pequeñas aerolíneas en la región de Asia y el Pacífico, integrándolas tanto en su propia red de rutas como en las áreas de actividad de sus filiales.  Archivado el 4 de marzo de 2009 en Wayback Machine.

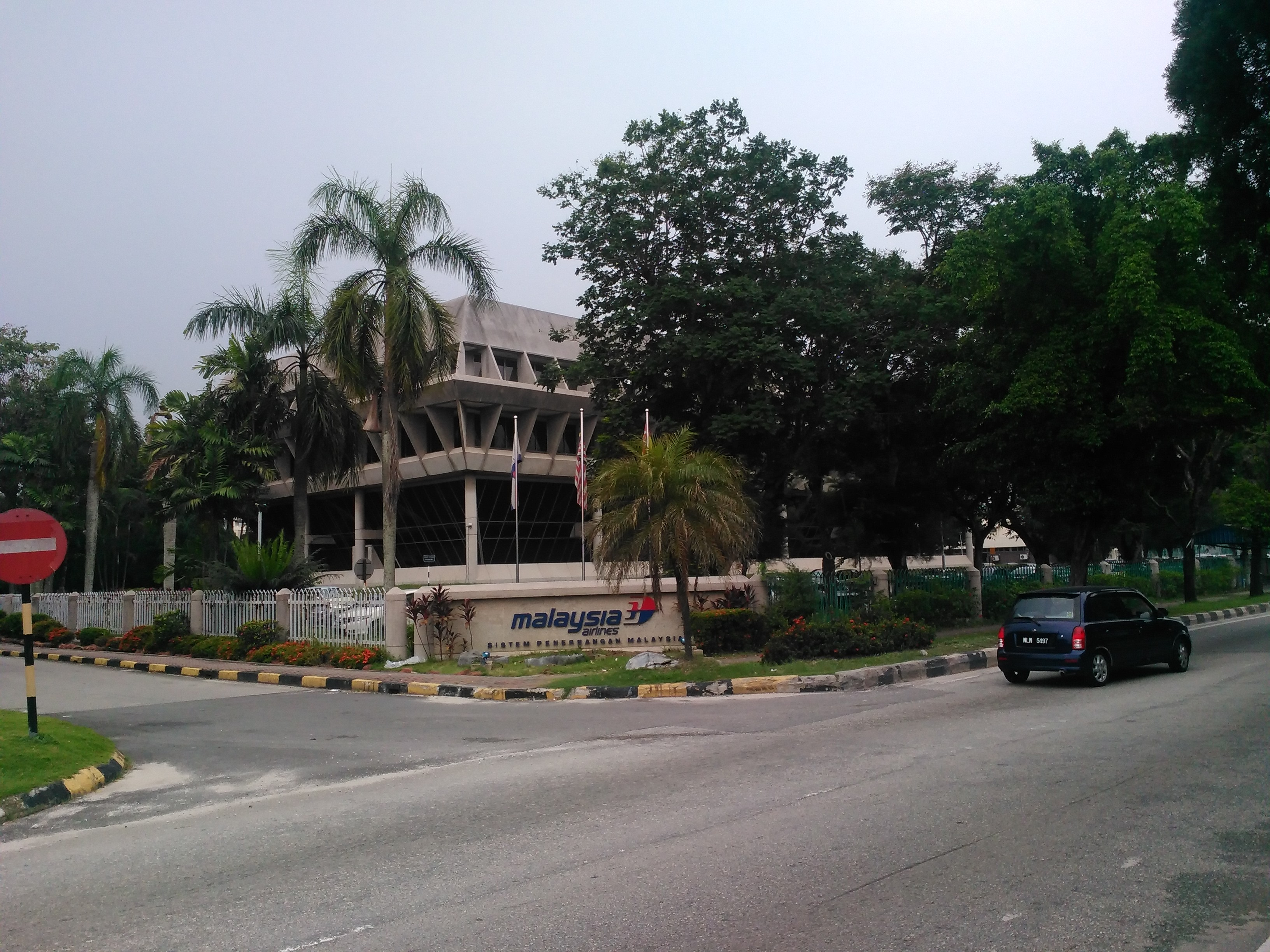
Sede social de MAS: Complex A.

Desde la división de Malayan Airways en dos transportistas independientes en 1973, Malaysia Airlines se ha ganado una merecida reputación como una de las mejores aerolíneas del mundo en términos de servicio de pasajeros y seguridad de la aviación, como lo demuestran los numerosos premios y reconocimientos anuales de organizaciones internacionales especializadas en el campo de Estudio y análisis del mercado de los viajes aéreos comerciales. Malaysia Airlines es una de las seis cámaras del mundo (junto con South Asian Asiana Airlines, Hong Kong Cathay Pacific, Qatari Qatar Airways, Singaporean Singapore Airlines e Indian Kingfisher Airlines), que tiene la calificación más alta de cinco estrellas de Skytrax, y una de las cuatro válvulas del mundo (junto con Asiana Airlines, Kingfisher Airlines y Qatar Airways), que también tiene una calificación de cinco estrellas Skytrax en el campo del control de calidad y servicio aéreo de pasajeros. 

## Historia

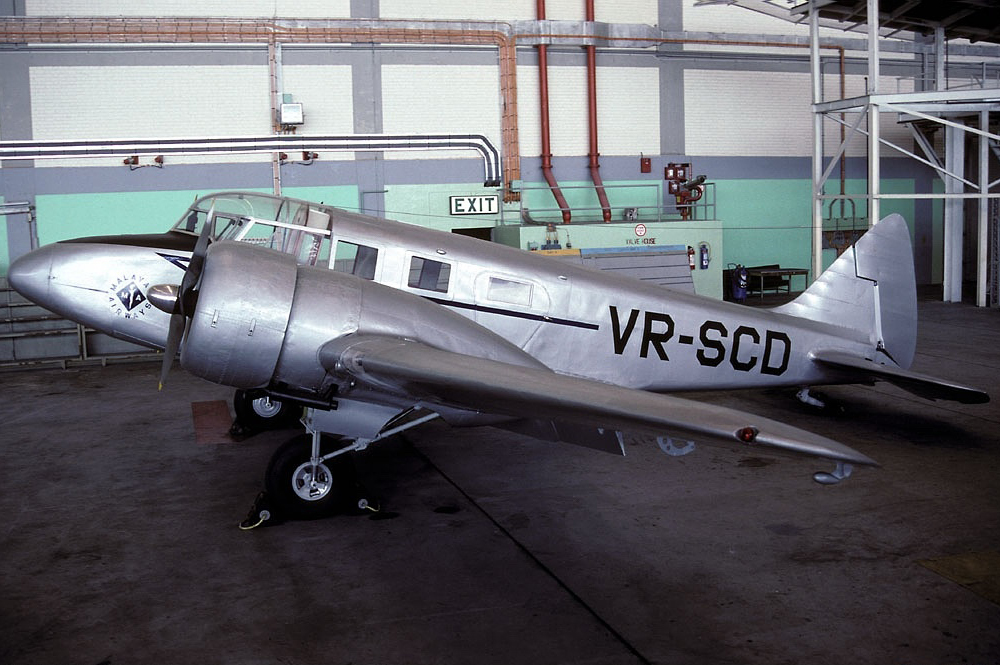
Cónsul de velocidad aérea: el primer tipo de avión operado por Malayan Airways

La historia de Malaysia Airlines se remonta a la creación en 1937 de la aerolínea comercial privada Malayan Airways. Después de que Malasia adquirió el estado de un estado independiente en 1957, la compañía pasó a llamarse Malaysian Airways. En 1966, se creó una aerolínea conjunta Singapur-Malasia Malaysia-Singapore Airlines sobre la base de la aerolínea, cuya propiedad se distribuyó en partes iguales entre los gobiernos de los dos países. En 1972, la compañía se dividió en dos transportistas independientes, el Sistema de Aerolíneas de Malasia y Singapore Airlines, el primero de los cuales, en 1987, una vez más cambió su nombre a Malaysia Airlines actual.

### Antes de la Segunda Guerra Mundial
Los primeros vuelos comerciales a Malaya comenzaron en 1937 y consistieron en vuelos programados entre Singapur, Kuala Lumpur y Penang por la compañía local Wearne's Air Service (WAS), creada por dos hermanos australianos Theodore y Charles Warners. El primer vuelo de WAS desde Singapur a Penang tuvo lugar el 28 de junio de 1937 en el De Havilland Dragon Rapide DH.89A de ocho asientos, convirtiéndose, entre otras cosas, en el primer vuelo comercial del nuevo Aeropuerto de Singapur Callang inaugurado el 12 de junio del mismo año. Más tarde, la flota de transportistas se reponía con un segundo avión del mismo modelo, lo que permitió la introducción de una nueva ruta a Ipohe incrementar la frecuencia de vuelos de tres veces por semana a vuelos diarios. Con el estallido de la Segunda Guerra Mundial y la consiguiente ocupación japonesa del territorio, todas las actividades de WAS quedaron completamente congeladas.

### Inicio de actividad
El 12 de octubre de 1937 en Singapur, por iniciativa del copropietario de la empresa británica de transporte más grande, Ocean Steamship Company, Alfred Holt en asociación con Straits Steamship Company e Imperial Airways, se formó una aerolínea conjunta Malayan Airways Limited (MAL), cuya tarea era cumplir Servicios regulares de pasajeros y postales en el territorio británico de Streets-Settlements. Por varias razones, la aerolínea transportó a su primer pasajero solo diez años después, en 1947. Después del final de la Segunda Guerra Mundial, la estructura de propiedad de MAL sufrió cambios y solo las firmas británicas Straits Steamship y Ocean Steamship quedaron de los propietarios de la compañía.
Malayan Airways Limited completó su primer vuelo comercial el 2 de abril de 1947, realizando un vuelo chárter desde Singapur Británico a Kuala Lumpur en un cónsul Airspeed bimotor. Cinco pasajeros fueron transportados en la primera ruta; el vuelo en sí fue operado desde el aeropuerto de Kallang de Singapur al aeropuerto de Kuala Lumpur Sungai Besi. El 1 de mayo de 1947, la compañía lanzó vuelos programados semanales desde Singapur a Kuala Lumpur, Penang e Ipoh en el mismo avión. Durante las décadas de 1940 y 1950, Malayan Airways Limited amplió gradualmente su propia flota aérea y su red de rutas en la región, y a mediados de la década de 1950 con el apoyo de Commonwealth Airlines (como BOAC y Qantas Empire Airways) se unió a la Asociación Internacional de Transporte Aéreo.
En 1955, la flota de Malayan Airways Limited se reponía con aviones Douglas DC-3, mientras que en las dos primeras décadas de la operación de la aerolínea, Douglas DC-4 Skymaster, Vickers Viscount, Lockheed Constellation, Bristol Britannia, de Havilland Comet 4 y Fokker F27 trabajaron en su flota. El 12 de abril de 1960, MAS abrió nuevas rutas internacionales desde Singapur a Hong Kong y desde Kuala Lumpur a Bangkok.con un aterrizaje intermedio en Pepang, vuelos regulares operados por Douglas DC-3, Vickers Viscount y Lockheed Constellation. Unos meses más tarde, la aerolínea amplió su propia red de rutas desde Singapur a los aeropuertos del norte de Borneo, incluidas las ciudades de Brunéi, Jesselton (ahora Kota Kinabalu), Kuching, Sandakan y Sibu.
En 1957 se convirtió en una sociedad anónima, la mayoría de la cual era propiedad del estado. Inmediatamente después de la unificación de Malaya, Singapur, Sabai y Sarawaki en 1963, la aerolínea cambió su nombre a Malaysia Airlines y en el mismo año fusionó la pequeña aerolínea local Borneo Airways. En 1966, Singapur se retiró de la federación, lo que condujo a otro cambio de nombre de la aerolínea en Malaysia-Singapore Airlines (MSA). A partir del año que viene, la aerolínea nacional mostró signos de un desarrollo considerable: la red de rutas de la aerolínea comenzó a expandirse rápidamente, los transatlánticos Boeing 707 ingresaron a la flota aérea.y después del Boeing 737, se completó el edificio de gran altura en Singapur, que se convirtió en la sede principal de MSA.

### Reestructuración y separación
Después de que Singapur abandonó la federación, los vectores de planes para el mayor desarrollo de la aerolínea entre sus principales fundadores, el gobierno de Malasia y el gobierno de Singapur, divergieron en direcciones opuestas. El fundador de Singapur tenía la intención de hacer avanzar a la aerolínea hacia el desarrollo de rutas internacionales, mientras que el gobierno de Malasia estaba en primer lugar para organizar una red de transporte de pasajeros de importancia regional y local dentro del país. Las contradicciones fatales en la dirección de un mayor desarrollo seis años después del colapso de la federación llevaron a la separación de MSA, que cesó sus operaciones en 1972. Los activos de la aerolínea se dividieron entre dos nuevas aerolíneas: el Sistema de Aerolíneas de Malasia (MAS) y Singapore Airlines.

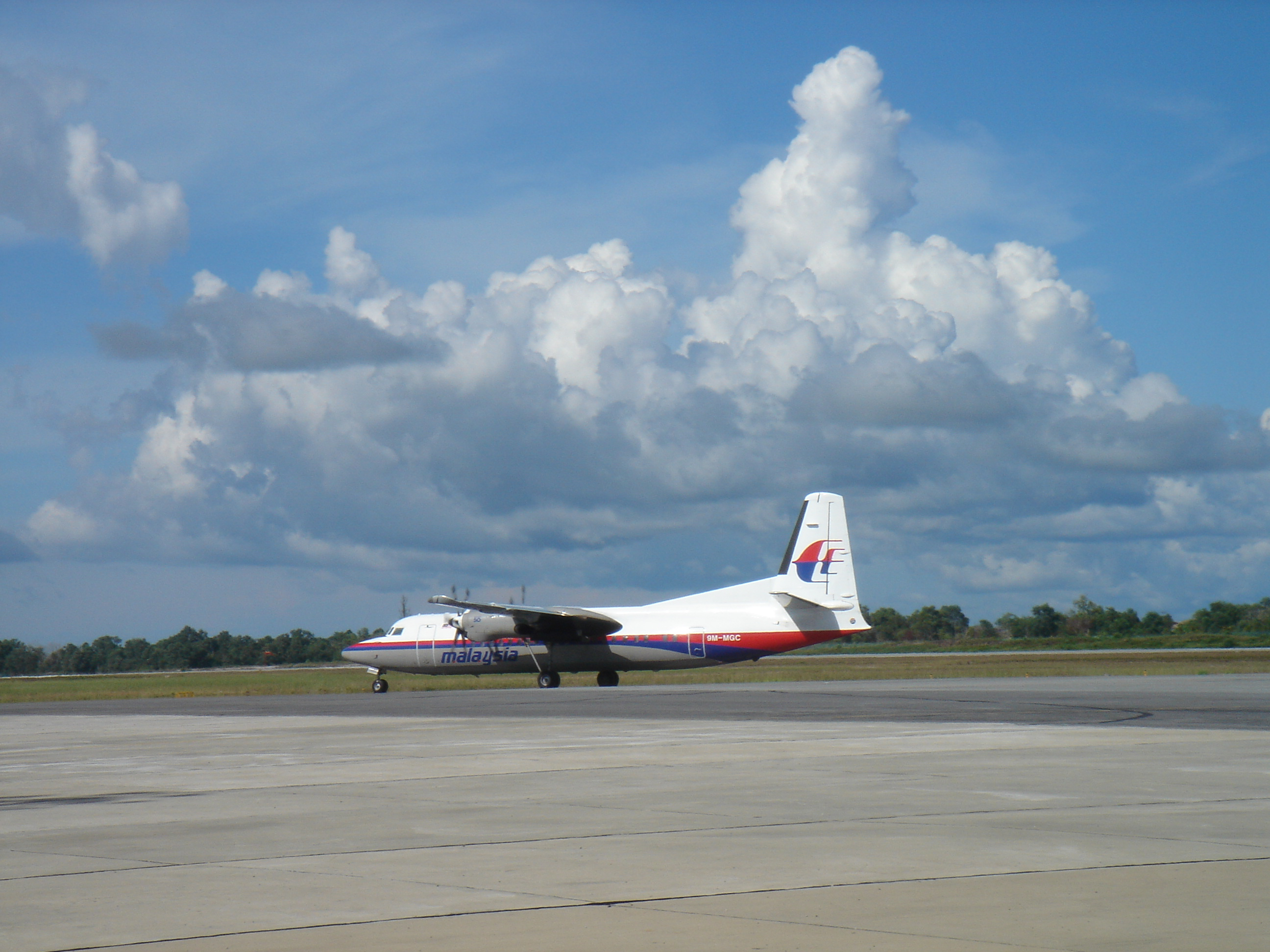
Fokker 50 Airlines. Anteriormente utilizado por Malaysia Airlines en rutas regionales y locales.

Una aerolínea de Singapur recibió siete Boeing 707 y cinco Boeing 737 en su propia flota, en la que se suponía que se desarrollarían y mantendrían vuelos regionales y de larga distancia internacional, especialmente dado que la mayoría de los vuelos al extranjero del antiguo MSA se operaban desde el aeropuerto de Singapur y se controlaban después de la separación. Singapore Airlines.
Las iniciales de la aerolínea desintegrada (MSA) eran bien conocidas en el mercado de transporte aéreo comercial en ese momento, por lo que ambas compañías trataron de reservarse el derecho de usarlas. Al final, la aerolínea de Malasia introdujo su propia abreviatura "MAS", que estaba en consonancia con la abreviatura anterior y obtuvo de ella reorganizando las dos letras, y el operador de Singapur primero utilizó la abreviatura "MSA", pero luego la abandonó e introdujo su propia nueva marca "SIA". En el futuro, las aerolíneas de pasajeros del mundo dejaron de practicar el uso masivo de abreviaturas como sus propias marcas, por lo tanto, este problema ha perdido su relevancia con el tiempo.

### Crecimiento de la aerolínea
Después del colapso de MAS, la aerolínea recién formada del Sistema de Aerolíneas de Malasia (MAS) adquirió la flota de aviones de pasajeros Fokker F27 , así como todas las rutas nacionales y todas las rutas internacionales desde los aeropuertos de Malasia. Las operaciones del MAS comenzaron el 1 de octubre de 1972. La aerolínea expandió rápidamente su red de rutas domésticas en rutas nacionales, así como también introdujo un vuelo internacional de larga distancia desde Kuala Lumpur a Londres.
A fines de 1972, la red regular de transporte de pasajeros de la aerolínea consistía en 34 destinos regionales y 6 vuelos internacionales. En 1976, la flota MAS se reponía con el avión Douglas DC-10-30 de fuselaje ancho, en el que la compañía abría rutas regulares desde Kuala Lumpur a los aeropuertos europeos más grandes de Ámsterdam, París y Frankfurt.
El rápido crecimiento económico en Malasia en la década de 1980 provocó un fuerte aumento en el volumen de los viajes aéreos comerciales en el país y más allá, lo que lógicamente condujo a la expansión de la red de rutas de Malaysia Airlines y su flota de aviones. A finales de la década, la aerolínea operaba en 47 destinos extranjeros regulares, incluidos 8 países europeos, 7 países en Oceanía y los aeropuertos de Honolulu y Los Ángeles. En 1993, MAS recibió nuevos aviones Boeing 747 de larga distancia e introdujo vuelos regulares a Buenos Aires (Argentina), convirtiéndose en la primera aerolínea del sudeste asiático en abrir rutas permanentes a América del Sur. De 1994 a 1998, MAS sirvió una ruta regular desde Kuala Lumpur a Ciudad de México con un aterrizaje intermedio en Los Ángeles.

### La primera crisis
Durante la crisis financiera asiática en 1997, la aerolínea sufrió una pérdida de más de 260 millones de ringgit de Malasia, mientras que durante el año fiscal anterior mostró una ganancia récord de 319 millones de ringgit. Para el año fiscal 1998/1999, las pérdidas del transportista alcanzaron los 700 millones de ringgit, pero al año siguiente la cantidad de pérdidas se redujo a 259 millones. Sin embargo, otros períodos financieros se cerraron nuevamente con un aumento en el saldo negativo que alcanzó 417 millones de ringgit en 2000/2001 y 836 millones de ringgit en el año fiscal 2001/2002. El Sistema de Aerolíneas de Malasia se vio obligado a cerrar muchos vuelos programados no rentables, incluidas las rutas a Bruselas, Darwin, Honolulu, Madrid, Múnich y Vancouver.
La aerolínea solo se recuperó de la prolongada crisis en 2003, cerrando el año fiscal 2002/2003 con una ganancia de 461 millones de ringgits de Malasia.

### La segunda crisis
En 2005, Malaysia Airlines reportó una pérdida neta de 1.3 billones de ringgit durante el último año financiero. Al mismo tiempo, los ingresos en el período del informe aumentaron un 10,3% a 826,9 millones de ringgit, y el número de pasajeros transportados aumentó un 10,2%. Los ingresos en líneas internacionales aumentaron en RM457.6 (+ 8.4%) y ascendieron a RM5.9 mil millones, mientras que los ingresos del transporte de carga disminuyeron en RM64.1 millones (-4.2%) a 1.5 mil millones ringgit En el período del informe, los gastos de la aerolínea aumentaron en RM2.3 mil millones (+ 28.8%) a 10.3 mil millones de ringgit, y la mayor parte del crecimiento de los gastos de la aerolínea fue un aumento significativo en los precios mundiales del combustible.
Los costos de combustible en 2005 aumentaron en un 40.4% y ascendieron a 3.5 mil millones de ringgit; los costos aumentaron en RM977.8 millones debido a aumentos de precios globales y en RM157.6 millones debido a un aumento en el número de vuelos operados. Solo en el tercer trimestre del año de referencia, los costos de combustible ascendieron a 1,26 billones de ringgit en comparación con 1,01 billones de ringgit en el mismo período de 2004.
El 1 de diciembre de 2005, el Gobierno de Malasia nombró a Idris Jal para el cargo de CEO de la aerolínea. El nuevo gerente superior identificó una serie de omisiones y deficiencias en las operaciones del transportista, lo que resultó en una pérdida de casi mil millones y medio en el año fiscal 2004. Estos incluyeron la baja congestión en los vuelos regulares y, como resultado, la baja rentabilidad en términos de pasajeros transportados por kilómetro de distancia, el aumento de los precios del combustible, el aumento de los costos de reparación y mantenimiento de los aviones, el aumento de los salarios del personal de la aerolínea y una eficiencia extremadamente baja su red de rutas de transporte regular. En 2006, dirigido por Idris Jala, Malaysia Airlinescomenzó la implementación del programa anticrisis, realizado por acuerdo y con la coordinación general de las estructuras gubernamentales.
Otro factor importante en las pérdidas de la aerolínea fue el alto costo de operar su flota aérea y su infraestructura terrestre. Malaysia Airlines se retrasó significativamente con respecto a sus competidores directos en desarrollo, tanto debido a la situación económica más débil de las ciudades (en comparación con, por ejemplo, Singapur), como a la gestión ineficiente de precios, ingresos y gastos, una campaña publicitaria débil para promover la marca registrada de la aerolínea en el exterior mercados y falta de alianzas con otras aerolíneas en el mundo. En 2004, Malaysia Airlines tenía uno de los costos de personal más bajos del mundo, calculado sobre la base del tráfico de pasajeros por kilómetro de distancia. Este indicadorMAS fue de $ 0,41, mientras que Cathay Pacific y Singapore Airlines tuvieron las mismas proporciones de $ 0,59 y $ 0,60, respectivamente. Sin embargo, a pesar del bajo nivel de costos de personal, la proporción de ingresos (en millones de kilómetros de pasajeros) a los costos totales en Malaysia Airlines fue de solo 2.8 unidades, mientras que en Singapore Airlines la misma proporción fue de 5.0

### Superando la crisis
La implementación del programa anticrisis ha llevado a una reducción significativa en los costos de Malaysia Airlines y al retiro de las actividades financieras de la aerolínea en ganancias entre el año fiscal 2006 y 2007. Al final del plan anticrisis en 2007 en el informe de la portadora se registró un nivel récord de ganancias en 851 millones de ringgit (265 millones de dólares), lo que está por delante del programa de destino de 300 millones de ringgit, o 184%.
La aerolínea realizó una reestructuración completa de su propia red de rutas, reduciendo el número de vuelos regulares de pasajeros dentro del país de 114 a 22 rutas, y también canceló vuelos internacionales deliberadamente no rentables como Kuala Lumpur - Mánchester (el punto de equilibrio en el que se alcanzaba si las salas de pasajeros estaban estaría 140 por ciento lleno). Además, la aerolínea reconstruyó por completo el modelo de conexión de vuelo, desplegó los principales centros de tránsito (hubs) en los principales aeropuertos y trasladó vuelos regulares en el horario diario para que toda la red de rutas funcionara según el principio de transportar y entregar pasajeros a grandes centros para conectar vuelos con vuelos de larga distancia desde los mismos aeropuertos.
El excedente de efectivo resultante en la cantidad de 5.3 billones de ringgit que Malaysia Airlines envió a comprar 55 nuevos aviones de cuerpo estrecho y 55 de cuerpo ancho.
A pesar de los éxitos obvios, la aerolínea continuó siendo criticada por expertos en aviación, quienes notaron que Malaysia Airlines estaba rezagada con respecto a sus competidores en la región. Una de las principales razones por las que los expertos calificaron la falta de una inversión significativa en el sector de servicios de servicios de pasajeros, especialmente en el contexto de grandes inversiones en esta dirección por la aerolínea tailandesa Thai Airways International y la aerolínea singapurense Singapore Airlines.
El 22 de diciembre de 2009, Malaysia Airlines anunció el pedido de 15 nuevos aviones Airbus A330 y una opción para otros 10 aviones del mismo tipo. Las entregas del A330 se llevarán a cabo entre 2011 y 2016, y los aviones se introducirán gradualmente en rutas de medio y largo recorrido a los países de Asia Oriental, Oriente Medio y Australia. La aerolínea también planea encargar aviones Airbus A380 en rutas de largo recorrido, Airbus A330 de mediano alcance y Boeing 737 de corto alcance a partir de 2012.

### Renacionalización
Incluso antes del accidente del vuelo 17, muchos analistas y medios de comunicación sugirieron que Malaysia Airlines necesitaría cambiar su marca y arreglar su reputación y/o buscar ayuda del gobierno para volver a la rentabilidad. El 8 de agosto de 2014, la negociación de las acciones de la compañía se suspendió temporalmente cuando Khazanah Nasional, el principal accionista de la compañía (69.37%) y un fondo de inversión soberano administrado por el gobierno de Malasia, exigió que la junta directiva de la compañía llevara a cabo reducciones selectivas de capital (recompra y cancelación de acciones de otros accionistas); Khazanah anunció que gastaría 1.38 mil millones de ringgit ($ 431 millones; 0.27 ringgit por acción) para recomprar accionistas minoritarios (prima del 12.5% del precio de cierre de las acciones el 7 de agosto de 2014).
El 29 de agosto de 2014, el fondo soberano de Malasia Khazanah emitió un informe: Reconstrucción de un ícono nacional: el Plan de recuperación MAS, que describía el plan para la reestructuración de Malaysia Airlines y el proceso de la adquisición completa de la compañía por el fondo Khazanah. Se reducirán aproximadamente 6,000 empleos (aproximadamente el 30% de la fuerza laboral de la compañía), y la red de rutas se reducirá para enfocarse en destinos regionales en lugar de transporte de larga distancia no rentable.
El 31 de diciembre de 2014, Malaysia Airlines dejó de cotizar en las bolsas de valores de Singapur y Malasia. El comercio de acciones se detuvo el 15 de diciembre debido al procedimiento para su compra por parte del fondo soberano de Malasia Khazanah Nasional.
El 1 de septiembre de 2015, todos los activos de la compañía fueron transferidos a una nueva entidad legal, Malaysia Airlines Berhad, junto con el cambio de nombre completo del negocio.

## Actividad corporativa
Las acciones de Malaysia Airlines se cotizaron en la Bolsa de Valores de Malasia con el nombre oficial "Sistema de Aerolíneas de Malasia Berhad", pero su circulación se interrumpió el 31 de diciembre de 2014 debido a la reinicialización de la compañía.
Durante un largo período, la aerolínea sufrió grandes pérdidas debido a una mala gestión y un aumento constante en los precios del combustible. En 2002, como resultado de la reestructuración, Malaysia Airlines fue transferida a la gerencia de Penerbangan Malaysia Berhad, que se ocupaba principalmente de reducir el volumen de préstamos crediticios a largo plazo. El 1 de diciembre de 2005, el Gobierno de Malasia nombró al empresario Idris Jalu como director general de la aerolínea, cuyas tareas principales eran reestructurar las operaciones de la aerolínea y crear su cultura corporativa. Dirigido por Jala Malaysia Airlines desarrolló y aprobó en febrero de 2006 un programa contra la crisis en el que el objetivo principal era eliminar la baja rentabilidad de la aerolínea, reorganizar la red de rutas existente y reducir el personal sobreinflado de la línea aérea. A principios de 2007, se vendió el edificio de la sede en el centro de Kuala Lumpur, Malaysia Airlines se mudó a una oficina más modesta en el aeropuerto Sultan Shah Abdul Aziz en Subang (Selangor). 

### Subsidiarias
Aerolínea Malaysia Airlines posee más de veinte filiales, cada uno de los que se ocupa de una actividad separada, adyacentes entre sí en el ámbito del transporte aéreo: mantenimiento, reparación y arrendamiento de aeronaves servicios de la carta, de apoyo en tierra de pasajeros y de carga aérea, cáterin y otros 13 de las 20 filiales son propiedad exclusiva de la propia aerolínea.
| Empresa                                             | Tipo                 | Área principal de actividad                         | Cuartel general | Cuota de propiedad de Malaysia Airlines |
| --------------------------------------------------- | -------------------- | --------------------------------------------------- | --------------- | --------------------------------------- |
| Malaysia Airlines Cargo Sdn. Bhd                    | filial               | transporte de carga                                 | Malasia         | 100%                                    |
| GE Engine Services Malaysia                         | empresa conjunta     | reparación y revisión de motores                    | Malasia         | 30%                                     |
| MASWings Sdn. Bhd.                                  | filial               | transportista aéreo                                 | Malasia         | 100%                                    |
| Firefly Sdn. Bhd.                                   | filial               | transportista aéreo                                 | Malasia         | 100%                                    |
| MAS Aerotecnologías Sdn Bhd                         | filial               | reparación y mantenimiento de aeronaves             | Malasia         | 100%                                    |
| MAS Golden Holidays Sdn Bhd                         | filial               | operador turístico                                  | Malasia         | 100%                                    |
| BHD de Sdn de la ingeniería aeroespacial de Malasia | filial               | servicio de ingeniería                              | Malasia         | 100%                                    |
| MAS Academy Sdn Bhd                                 | filial               | escuela de vuelo                                    | Malasia         | 100%                                    |
| Abacus Distribution Systems (Malasia) Sdn Bhd       | filial               | sistema de reserva                                  | Malasia         | 80%                                     |
| Taj Madras Air Catering Limited                     | asociado (adyacente) | catering                                            | India           | 20%                                     |
| MAS Catering (Sarawak) Sdn Bhd                      | filial               | catering                                            | Sarawak         | 60%                                     |
| LSG Sky Chefs                                       | asociado (adyacente) | sociedad de cartera                                 | Malasia         | 30%                                     |
| Centro de entrenamiento de ingeniería MAS           | filial               | centro de formación para reentrenamiento de pilotos | Malasia         | 100%                                    |

### Desempeño financiero
La mayor pérdida en su historia de 1.25 mil millones de aerolíneas de ringgit de Malasia Malaysia Airlines sufrió en el año fiscal 2005. En 2006, se lanzó un programa para sacar a la aerolínea de la crisis, y Malaysia Airlines cerró el próximo año fiscal con una ganancia neta de 851 millones de ringgit, en comparación con 134 millones de pérdidas netas en el año fiscal 2006. Este resultado fue reconocido como el mejor indicador entre las aerolíneas comerciales en 2007, que fue marcado por el premio Phoenix de la revista mensual Penton Media's Air Transport World.
| Año fiscal              | Ingresosmil ringgit | Gastosmil ringgit | Ganancia / pérdidamil ringgit | Capitalización de accionesmil ringgit | Ganancias por acción(centavos) |
| 31 de diciembre de 2002 | 8 864 385           | 8 872 391         | ▲ 336 531                     | 2 562 841                             | ▲ 38.7                         |
| 31 de diciembre de 2003 | 8 780 820           | 8 591 157         | ▲ 461 143                     | 3 023 984                             | ▼ 36.8                         |
| 31 de diciembre de 2004 | 11 364 309          | 11 046 764        | ▼ 326 070                     | 3 318 732                             | ▼ 26.0                         |
| 31 de diciembre de 2005 | 9 181 338           | 10 434 634        | ▼ 1.251.603                   | 2,009,857                             | ▼ 100.20                       |
| 31 de diciembre de 2006 | 13 489 549          | 13 841 607        | ▼ 133 737                     | 1 873 452                             | ▼ 10.90                        |
| 31 de diciembre de 2007 | 15,288,640          | 14 460 299        | ▲ 852 743                     | 3 934 893                             | ▲ 58.05                        |
| 31 de diciembre de 2008 | 15 503 714          | 15,259,027        | ▼ 245 697                     | 4,186,000                             | ▼ 14.62                        |
| 31 de diciembre de 2009 | 12,782,086          | 12,288,980        | ▲ 493 106                     | 747 596                               | ▲ 28.64                        |
| 30 de junio de 2010     | 6 521 913           | 6 734 253         | ▼ 212 340                     | 3 154 791                             | ▼ 7.18                         |

### Imagen corporativa
A diferencia de la mayoría de las otras aerolíneas importantes del mundo, que en su propia publicidad se centran en los aviones modernos, su comodidad, facilidad de conexión y redes de rutas ampliamente ramificadas, Malaysia Airlines se centra principalmente en desarrollar y publicitar la marca de calidad de servicio a pasajeros. La estrategia de la compañía es proporcionar la máxima comodidad a sus clientes y proporcionar una amplia gama de servicios en sus propias salas de negocios del aeropuerto, servicio atento e individual a los pasajeros a bordo del avión.
Los solicitantes de trabajo como mayordomos y azafatas se someten a una estricta selección por parte de la aerolínea: de cada mil candidatos, solo 50-60 personas pueden acceder al programa de capacitación de la tripulación de cabina.
El 1 de marzo de 1986, Malaysia Airlines introdujo un nuevo uniforme para azafatas "Sarong-Kebaya", desarrollado por la escuela de moda de la Universidad de Tecnología de Mary (Malasia Universiti Teknologi Mara) basado en la ropa de mujer nacional kebaya. El patrón repetitivo del uniforme contiene una mezcla de imágenes de la flora de Malasia (senpaki, flores de jazmín y hojas de hibisco) en el fondo de tallos de bambú entrelazados. El 1 de enero de 1993, además del uniforme ya usado, se introdujeron varios modelos más de ropa para azafatas y un nuevo uniforme para mayordomos. Es de destacar que en la actualidad, los uniformes de las tripulaciones de cabina de Malaysia Airlines y Singapore Airlines tienen muchas similitudes.
Esquemas de color uniformes azafatas
- Sarong Kebaya con flores amarillas sobre fondo rojo - auxiliares de vuelo-controladores (instructores);
- Sarong Kebaya con flores rosadas: azafatas, azafatas, capataces y azafatas mayores;
- Purple Flower Sarong Kebaya - Personal de asistencia en tierra.

Colores de uniformes de mayordomos
- Abrigo negro y corbata roja - comisarios-controladores (instructores);
- Traje oscuro: mayordomos, mayordomos de equipo y tripulación de cabina sénior;
- Traje ligero - personal de asistencia en tierra.

## Red de ruta
Actualmente, la red de rutas de Malaysia Airlines junto con Air France / KLM, British Airways, Delta Air Lines, Emirates Airline, Korean Air, Qantas, Qatar Airways, Singapore Airlines, South African Airways y United Airlines incluye destinos en los seis continentes habitados del mundo.
Antes de la introducción del programa de gestión de crisis, en 2006 Malaysia Airlines operaba vuelos regulares de pasajeros a 114 destinos internacionales, en 2011, el número de rutas regulares internacionales era de 87 puntos. El principal centro de tránsito (hub) de la aerolínea es el Aeropuerto Internacional de Kuala Lumpur, que se posiciona como uno de los mayores centros aéreos comerciales en el sudeste asiático. Malaysia Airlines, junto con sus compañías subsidiarias MASWings y Firefly, opera vuelos diarios desde Kuala Lumpur a prácticamente todos los aeropuertos de Borneo. Además, el transportista ocupa una posición clave en las llamadas rutas de canguro, proporcionando un máximo de cinco horas en Kuala Lumpur que conectan vuelos desde Europa con vuelos sin escalas a Australia. Malaysia Airlines también opera en rutas trans-pacíficas, operando vuelos regulares desde Kuala Lumpur al Aeropuerto Internacional de Los Ángeles, y hasta octubre de 2009 operaba en la ruta transatlántica Kuala Lumpur - Aeropuerto Internacional Newark Liberty con un aterrizaje intermedio en el Aeropuerto Estocolmo Arlanda. El vuelo a Newark fue excluido de la red de rutas de la aerolínea debido a una carga comercial insuficiente en esta dirección. 
Malaysia Airlines fue la primera aerolínea en conectar el sudeste asiático con Sudáfrica y Sudamérica con vuelos programados, introduciendo una ruta de tránsito larga desde Kuala Lumpur a Buenos Aires con un aterrizaje intermedio en Ciudad del Cabo. Después de esto, Singapore Airlines ingresó al mercado sudamericano lanzando un vuelo regular desde Singapur al aeropuerto internacional de São Paulo Guarulhos y aterrizando en el aeropuerto internacional de Barcelona. Debido a la crisis de 2006, la aerolínea se vio obligada a eliminar rutas regulares de Kuala Lumpur a Mánchester, Viena, Fukuoku, Chengdu, Nagoya, Xi'an, El Cairo, Calcuta, Ahmedabad y Zúrich. 
En 2008, Malaysia Airlines abrió nuevos vuelos a Macao y Yogyakarta, en 2009 reanudó las rutas estacionales a Darwin, y el 10 de marzo del mismo año, los medios chinos informaron la terminación del vuelo Kuala Lumpur-Macao, citando a un empleado no identificado. oficinas de aerolíneas en Hong Kong. 
El 15 de noviembre de 2010, Malaysia Airlines solicitó tres vuelos semanales desde Kota Kinabalu al aeropuerto de Tokio Haneda. Después de obtener el permiso, la aerolínea comenzó a operar vuelos regulares de pasajeros a los dos aeropuertos más grandes de Tokio: desde Kuala Lumpur al aeropuerto internacional de Narita y desde Kota Kinabalu al aeropuerto internacional de Haneda.

### Acuerdos de asociación
En 2011, Malaysia Airlines trabajó con 31 aerolíneas en el marco de acuerdos de asociación y código compartido. Cuatro aerolíneas asociadas son parte de la alianza global de pasajeros de aerolíneas SkyTeam, dos son parte de la alianza oneworld y diez son la alianza mundial más grande de Star Alliance.
En 2006, Malaysia Airlines presentó una solicitud para unirse a la alianza SkyTeam, pero no hubo cambios en la consideración de su solicitud. Al año siguiente, la aerolínea firmó acuerdos de código compartido con miembros de SkyTeam de Italian Alitalia y China China Southern Airlines. Debido a la falta de cambios positivos en las negociaciones para unirse a SkyTeam en enero de 2009, la aerolínea anunció un nuevo plan para crear su propia alianza regional de transporte de pasajeros, llamada "MOSAIC". El 6 de junio de 2011 alianza oneworldSolicitud de membresía de Malaysia Airlines aprobada por recomendación de Qantas. El 1 de febrero, Malaysia Airlines se convirtió en miembro de pleno derecho de la alianza oneworld, que incluye la aerolínea rusa S7 Airlines. 
Lista de aerolíneas con las que, a partir de julio de 2010, Malaysia Airlines tenía acuerdos de código compartido. El signo (*) indica las aerolíneas, miembros de la Alianza de Transporte de Pasajeros de Aviación Global de Star Alliance :
| - Air Mauricio - Alitalia (SkyTeam) - Todas las vías aéreas de Nippon* - American Airlines (Oneworld) - Austrian Airlines* - British Airways (Oneworld) - Cathay Pacific (Oneworld) - China Southern Airlines (SkyTeam) - Dragonair (Oneworld) - Egyptair* | - Etihad Airways - Finnair (Oneworld) - Garuda Indonesia (futuro miembro de SkyTeam) - Globus (Oneworld) - Aire del golfo - Japan Airlines (Oneworld) - Jet airways - Iberia (Oneworld) - KLM (SkyTeam) - Korean Air (SkyTeam) | - Myanmar airways international - Aire de Omán - Aerolíneas filipinas - Qatar Airways - Royal Brunei airlines - Royal Jordanian Airlines (Oneworld) - S7 Airlines (Oneworld) - Silkair - Singapore Airlines* | - South African Airways* - SriLankan Airlines - Swiss International Airlines* - Thai Airways International* - Turkish Airlines* - Uzbekistan Airways - Virgen Australia |

## Servicio
Malaysia Airlines opera una flota de aviones cuyas cabinas de pasajeros están configuradas en diseños de dos y tres cabinas. Las aerolíneas Boeing 737-200, Airbus A330-200, Airbus A330-300 y Boeing 737-400 tienen un diseño de dos clases con salones para negocios (Golden Club Class) y clases económicas. Boeing 747-400 es trohklassnuyu configuración con cabina de primera clase (primera clase). El equipamiento y los interiores de las clases de negocios y economía de Malaysia Airlines han sido galardonados repetidamente con logros sobresalientes en el campo de los servicios de transporte aéreo de pasajeros.

### Manejo de tierra

#### Check-in para vuelos
El check-in de pasajeros para vuelos de Malaysia Airlines está disponible de 2 a 48 horas antes de la salida en las áreas de check-in del aeropuerto. Los pasajeros también pueden registrarse en el Golden Lounge. El Aeropuerto Internacional de Kuala Lumpur tiene quioscos de autoservicio para el check-in electrónico para vuelos de aerolíneas.
Además, los pasajeros tienen la oportunidad de registrarse en la estación central de trenes de Kuala Lumpur, por teléfono o de forma remota en el sitio web de la aerolínea, imprimiendo independientemente una tarjeta de embarque. Los pasajeros con una fecha de regreso corta al punto de partida pueden registrarse inmediatamente para ambos vuelos allí y de regreso.

### Salones
Para los pasajeros de primera clase y clase ejecutiva, así como para los participantes del programa de incentivos para viajeros frecuentes con estatus de oro y platino, Malaysian Airlines ofrece utilizar los servicios de sus propios salones de lujo Golden Lounge con bebidas y aperitivos gratuitos. Los salones Golden Lounge de la aerolínea operan en diez aeropuertos de todo el mundo, incluso en las instalaciones de instalaciones de aerolíneas asociadas similares. A los pasajeros se les ofrecen los servicios de centros de negocios, comidas gratuitas, rincones infantiles y dormitorios.
Los salones superiores Golden Lounge están ubicados en los siguientes aeropuertos:
| - Aeropuerto internacional de Kuala Lumpur - Aeropuerto internacional de Kota Kinabalu - Aeropuerto internacional de Kuching - Aeropuerto de Londres Heathrow | - Aeropuerto internacional de Penang - Aeropuerto Internacional de Los Ángeles - Aeropuerto de Melbourne | - Aeropuerto internacional de Changi - Aeropuerto de perth - Aeropuerto de Sídney |

En abril de 2008, Malaysia Airlines lanzó una nueva sala de espera para pasajeros privilegiados en el Aeropuerto Internacional de Kuala Lumpur, diseñada para atender vuelos regionales. Actualmente, hay tres salas superiores de aerolíneas en este aeropuerto: Satellite Golden Lounge (internacional), Domestic Golden Lounge (nacional) y Regional Golden Lounge (regional).

#### Primera clase
Malaysia Airlines introdujo un nuevo diseño de cabina de primera clase en 2005 en aviones Boeing 747-400. La cabina de primera clase está diseñada para 12 asientos de pasajeros, cada asiento se muestra 180 grados en una posición horizontal completa. La distancia entre los asientos es de 80 pulgadas (200 centímetros), el ancho de cada silla es de 28 pulgadas (71 centímetros). El pasajero ajusta el asiento mediante un botón especial en el reposabrazos.

#### Clase Business
La clase ejecutiva (anteriormente conocida como la clase Golden Club) está disponible en todos los aviones de Malaysia Airlines. La aerolínea ha ofrecido el servicio de la llamada "nueva" clase ejecutiva desde 2005 en los revestimientos Boeing 747-400 y Boeing 777-200, que tienen 41 y 35 asientos de pasajeros respectivamente.
Además, los aviones Airbus A330 líneas aéreas tienen asientos de pasajeros de clase business Salón Regional que se encuentran bajo el esquema de 2-2-2, reclinada en una posición cómoda para descansar y están equipadas con reposapiés especiales, así como tomas de corriente y conectores para USB nanodispositivos. A los pasajeros de clase ejecutiva se les ofrecen los reproductores multimedia portátiles personales Select 3000-i con pantallas táctiles de 15.4 pulgadas. El primer avión con clase ejecutiva regional fue lanzado por la aerolínea el 20 de abril de 2011 en la ruta regular Kuala Lumpur - Brisbane. 

#### Clase económica
La clase económica está equipada con todos, sin excepción, los aviones de pasajeros de Malaysia Airlines. La distancia entre los asientos en la clase económica es de 33-34 pulgadas, el ancho de cada asiento es de 17-17.25 pulgadas. Los asientos de pasajero en todos los transatlánticos de la aerolínea, excepto el Boeing 747-400, están equipados con reposapiés. En la clase económica, en los aviones Boeing 747-400, Boeing 777-200 y Airbus A330-200, cada asiento orientado hacia adelante está equipado con una pantalla de video, los aviones Airbus A330-300 no tienen pantallas personales, sino que se transmiten a grandes monitores sobre los pasillos entre las filas de asientos.
En 2010, el diseño de clase económica de Malaysia Airlines fue reconocido como el mejor del mundo según la consultora británica Skytrax.

## Flota

### Flota Actual
En diciembre de 2023, la flota de Malaysia Airlines consiste en las siguientes aeronaves, con una edad media de 10,8 años:
| Avión            | Activo | Ordenado | Notas                       | Asientos       |
| ---------------- | ------ | -------- | --------------------------- | -------------- |
| Airbus A330-223F | 9      | 0        | Aeronaves de carga MASkargo | -              |
| Airbus A330-300  | 15     | 0        |                             | 290 (-/27/263) |
| Airbus A330-941N | 0      | 20       |                             |                |
| Airbus A350-941  | 7      | 0        |                             | 286 (4/35/247) |
| Boeing 737-800   | 42     | 0        | Equipados con RNP AR        | 160 (-/16/144) |
| Boeing 737-8 MAX | 2      | 0        |                             |                |
| Total            | 75     | 20       |                             |                |

## Accidentes e incidentes
- 4 de diciembre de 1977: El vuelo 653 de Malaysia Airlines, un Boeing 737-2H6 fue secuestrado y se estrelló en Tanjung Kupang, Malasia, matando a las 100 personas a bordo.
- 18 de diciembre de 1983: El vuelo 684 de Malaysia Airlines, un Airbus A300 se estrelló a 2 km de la pista del Aeropuerto Internacional de Kuala Lumpur sin muertos entre los 247 pasajeros y la tripulación.
- 15 de septiembre de 1995: El vuelo 2133 de Malaysia Airlines, un Fokker 50 aterrizó demasiado lejos en la pista del aeropuerto de Tawau, Sabah, Malasia, y se estrelló en una barriada de chabolas durante la subsiguiente vuelta. De los 49 pasajeros y 4 tripulantes a bordo, murieron 32 pasajeros y 2 tripulantes. La causa probable fue un mal manejo de la aeronave por parte del piloto.
- 8 de marzo de 2014: El vuelo 370 de Malaysia Airlines, un Boeing 777 desapareció de las pantallas de radar cuando sobrevolaba el mar de China, el avión iba de Kuala Lumpur a Pekín con 239 personas a bordo. Ni el avión ni los cuerpos han sido localizados hasta el día de hoy, encontrándose unos pocos restos del aparato y existiendo muchas teorías al respecto.
- 17 de julio de 2014: El vuelo 17 de Malaysia Airlines, otro Boeing 777 que iba de Ámsterdam a Kuala Lumpur fue derribado por un misil cuando sobrevolaba la región de  Donetsk, en Ucrania, matando a todos los 298 ocupantes.